# Dactyloscirus pataliputraensis
Dactyloscirus pataliputraensis är en spindeldjursart som beskrevs av Gupta 1981. Dactyloscirus pataliputraensis ingår i släktet Dactyloscirus och familjen Cunaxidae. Inga underarter finns listade i Catalogue of Life.